# الدردور (مسلسل)
الدردور مسلسل كويتي، تراثي للمخرج غافل فاضل، والكاتبة حياة الفهد إنتاج عام 1999.

## قصة العمل
يتحدث المسلسل عن فترة الخمسينيات والستينيات، وسلط الضوء على مواضيع اجتماعية قديمة، فـ(وضحة): (حياة الفهد) تعاني من جور وظلم إخوانها إبراهيم (غانم الصالح)، وأم سالم (مريم الصالح)، وأيضا طليقها (جاسم النبهان) الذين يسعون للاستيلاء على حلالها وكسرها كونها تنحاز للحق دائمًا، وبالرغم من ذلك فهي تساعد وتسامح، لكن تواجه صراعات من أقرب الناس، ويتطور الظلم أكثر بعد وفاة والدهم، وبعد زواج ابنتها (لطيفة) من (سالم).

## الممثلين والشخصيات
- حياة الفهد "وضحة"
- إبراهيم الصلال "أبو محمد"
- غانم الصالح "إبراهيم"
- مريم الصالح "أم سالم"
- أحمد الصالح "أبو سالم"
- جاسم النبهان "سليمان أبو ناصر"
- عبد الإمام عبد الله "سعد"
- جمال الردهان "سالم"
- طيبة الفرج "أم مبارك"
- منى شداد "لطيفة"
- سماح "زمزم"
- علي المفيدي "أبو إبراهيم"
- فخرية خميس "موزة"